# Валентин, Габриэль Густав
Габриэль Густав Валентин (нем. Gabriel Gustav Valentin; 8 июля 1810, Бреслау — 24 мая 1883, Берн) — немецко-швейцарский физиолог.

## Биография
Окончил университет Бреслау, где среди его основных наставников был Иоганн Евангелист Пуркинье, с которым вместе он написал сочинение «De phaenomeno generali et fundamentali motus vibratorii continui» (Бреслау, 1835). Будучи верующим иудеем, Валентин не мог получить профессорскую должность в Германии, несмотря на то, что уже в 1835 г. его монография «Handbuch der Entwicklungsgeschichte des Menschen, mit Vergleichender Rücksicht der Entwicklung der Säugethiere und Vögel» была удостоена премии Института Франции. Поэтому в 1836 г. он принял приглашение Бернского университета и переселился в Швейцарию, оставаясь на посту профессора физиологии до 1881 года, а в 1853—1863 гг. возглавляя Анатомический институт.
После переезда в Берн он обнародовал «De functionibus nervorum cerebralium et nervi sympatici libri quatuor» (Берн, 1839) и превосходный «Lehrbuch der Physiologie des Menschen» (2 тома, Брауншвейг, 1845 г.; 2 изд., 1847-50), вслед за которыми он издал «Grundriss der Physiologie des Menschen» (Брауншвейг, 1846; 4 изд., 1855; есть русский перевод: «Начальные основания физиологии человеческого тела», СПб., 1849; 2 изд., там же, 1851). Затем появились его важные монографические работы: "Die Einflüsse Vaguslähmung auf die Lungen- und Hautausdünstung (Франкфурт, 1857); «Untersuchung der Pflanzen- und Thiergewebe» (Лейпциг, 1861); «Der Gebrauch des Spektroskops zu physiologischen und ärztlichen Zwecken» (Лейпциг, 1863); «Versuch einer physiol. Pathologie der Nerven» (Лейпциг, 1864); «Versuch einer physiol. Pathologie des Blutes und der übrigen Körpersäfte» (Лейпциг, 1866); «Die phisicalische Untersuchung der Gewebe» (Лейпциг, 1867). Кроме того, с 1836 г. он издавал «Repetitorium für Anatomie und Physiologie».
Широкой публике в основном известен (благодаря публикации «Техника — молодежи», 1988, №11, с. 38—42) искусственным получением цыплят-близнецов, в т. ч. сиамских (He experimentally produced double malformations in chick embryos, on which he reported to the Versammlung Deutscher Naturforscher und Aerzte, meeting at Breslau in 1833).